# Park Hills (Kentucky)
Park Hills es una ciudad ubicada en el condado de Kenton en el estado estadounidense de Kentucky. En el Censo de 2010 tenía una población de 2970 habitantes y una densidad poblacional de 1.422,73 personas por km².

## Geografía
Park Hills se encuentra ubicada en las coordenadas 39°4′2″N 84°31′58″O / 39.06722, -84.53278. Según la Oficina del Censo de los Estados Unidos, Park Hills tiene una superficie total de 2.09 km², de la cual 2.08 km² corresponden a tierra firme y (0.37%) 0.01 km² es agua.

## Demografía
Según el censo de 2010, había 2970 personas residiendo en Park Hills. La densidad de población era de 1.422,73 hab./km². De los 2970 habitantes, Park Hills estaba compuesto por el 91.31% blancos, el 3.5% eran afroamericanos, el 0.2% eran amerindios, el 1.25% eran asiáticos, el 0% eran isleños del Pacífico, el 1.75% eran de otras razas y el 1.99% pertenecían a dos o más razas. Del total de la población el 2.69% eran hispanos o latinos de cualquier raza.